# マイケル・グレゴリー・ジャクソン
マイケル・グレゴリー・ジャクソン（Michael Gregory Jackson、1953年8月28日 - ）は、アメリカ合衆国のジャズ、R&B、アバンギャルド、ロック、ブルース、フリー・ジャズのギタリストおよび作曲家である。キャリアの早い段階で、彼は「マイケル・グレゴリー・ジャクソン」という名前を使用していた。1983年、アイランド・レコードと契約したとき、ポップ・シンガーであるマイケル・ジャクソンの名前との混同を防ぐために「ジャクソン」の使用をやめ、「マイケル・グレゴリー」名義でレコーディングするようになった。2013年になり、またフルネームを使用するようになっている。
1970年代および1980年代に、前衛ジャズ・ミュージシャンのオリヴァー・レイク、フェローン・アクラフ、バイキダ・キャロルと演奏を行った。
彼は、ニューヨークにあるパブリック・シアターにて、劇作家のヌトザケ・シャンゲ、詩人のジェシカ・ヘイジドーン、および詩人のスラニ・デイヴィスと一緒に仕事した。これに続き、彼はロック、フュージョン、R&Bの仕事を始めた。彼はスティーリー・ダンのウォルター・ベッカーと演奏した。1983年、ナイル・ロジャースが、アイランド・レコードからのアルバム『シチュエイション X』をプロデュースした。
2013年、マイケル・グレゴリー・ジャクソンズ・クラリティ・カルテットと、マイケル・グレゴリー・ジャクソンズ・クラリティ・トリオを結成。彼のグループには、アンソニー・デイヴィス、ボブ・モーゼス、デヴィッド・マレイ、ジェローム・ハリス、ジュリアス・ヘンフィル、マーク・ヘリアス、マーク・トレイル、マーティ・エーリッヒ、ワダダ・レオ・スミス、ウィル・カルホーンなどが在籍している。

## ディスコグラフィ

### リーダー・アルバム
- Clarity, Circle, Triangle, Square (1976年、ESP-Disk)
- Karmonic Suite (1978年、Improvising Artists)
- Gifts (1979年、Arista/Novus)
- Heart and Center (1979年、Arista/Novus)
- 『カウボーイズ・カートゥーンズ・アンド・アソーテッド・キャンディ』 - Cowboys, Cartoons and Assorted Candy (1982年、Enja)
- 『シチュエイション X』 - Situation X (1983年、Island)
- The Way We Used to Do (1990年、Tiptoe) ※リミックス&再発
- What to Where (1987年、Jive/Novus)
- Towards the Sun (1991年、Golden)
- High Up Where The Breezes Blow (1995年、InRespect)
- Red (2000年、Orchard)
- After Before (2015年、Golden)
- Spirit Signal Strata (2018年、Golden)[1]
- WHENUFINDITUWILLKNOW  (2019年、Golden)

### 参加アルバム
オリヴァー・レイク
- 『ホールディング・トゥゲザー』 - Holding Together (1976年)
- Life Dance of Is (1978年)
- Shine (1978年)
- Zaki (1979年)
- 『プラグ・イット』 - Plug It (1982年)

ワダダ・レオ・スミス
- Spiritual Dimensions (2009年、Cuneiform)
- Heart's Reflections (2011年、Cuneiform)
- Najwa (2017年、TUM)

その他
- Various Artists : Wildflowers 2 (The New York Loft Jazz Sessions) (1977年、Casablanca Records) ※アンソニー・ブラクストン「73°-S Kelvin」に参加
- ノナ・ヘンドリックス : 『ザ・ヒート』 - The Heat (1985年)
- フェローン・アクラフ : Fits Like A Glove (1983年、Gramavision Records)
- アミナ・クローディン・マイアーズ : Amina (1988年、Arista Novus Records)
- クライド・クライナー : Behind The Sun (1988年、Arista Novus Records)
- コヨーテ・ シスターズ : Women And Other Visions (2001年、Wannadate Records)